# 覺羅長麟
覺羅長麟（1748年—1811年），字牧庵，滿洲正藍旗人，中國清朝官員，进士出身。历任两江、两广、闽浙、云贵、陕甘总督。

## 生平
乾隆四十年（1775年）乙未科進士（隶正蓝旗满洲觉罗麟至佐领下），授刑部主事，历郎中，累迁江苏布政使。乾隆五十一年，召授刑部侍郎。五十二年，授山东巡抚，治理河道，整治政务。五十六年，任江苏巡抚，署两江总督，尝私行市井间访察民隐，擒治强暴，禁革奢俗，清漕政，斥贪吏，为时所称。五十七年，调山西巡抚。又调浙江巡抚。五十八年，擢两广总督，整顿水师，擒获海盗。六十年，署閩浙總督，是处理福建大獄案關鍵人物之一，後被牽連流放，调喀什噶尔参赞大臣，但新皇登基後又獲啟用。嘉庆四年，授云贵总督。嘉庆五年，陕甘总督。任陕甘总督时，平教乱，督师败伍金柱於唐家河，又击於傅家镇，屡战屡胜。嘉庆八年，任兵部尚书兼都察院右都御史。调刑部尚书，兼管户部三库。十年，授协办大学士。十三年，察视南河，清查两淮盐务。曾任鑲紅旗滿洲都統，授内大臣 (清朝)，诰授荣禄大夫、太子少保。嘉庆十六年卒，谥文敏。《清史稿：列傳一百三十》卷343有传：“貌奇偉，明敏有口辯，居曹有聲”。 
在两广总督任上，乾隆五十八年（1793），護導英使馬戛爾尼（George Macartney）（马戛尔尼使团）从杭州至廣東；五十九年，会见荷兰来使。五十九年，修建新宁县（今广东台山市）大澳观音山石碉楼与炮台（据《廣東通志》卷130，1864）。
现存乾隆帝敕封長麟父母的《清乾隆織錦加官封冕聖旨乾隆四十五年（1780年）誥命》，嘉慶帝敕封長麟祖父母的《嘉慶十四年正月初一日诰命》。長麟父凉州将军、刑部员外郎覺羅嵩阿理（又嵩阿礼），母郭佳氏（父正黄旗满洲、武英殿大学士伊尔根觉罗氏阿尔泰 (清朝)），祖父刑部郎中覺羅那爾賽，祖母兀扎拉氏，繼祖母赫舍里氏。又有嘉慶帝敕封長麟的《嘉慶十年九月初三日诰命》合“清代总督觉罗长麟吉服像”。
任《欽定大清會典（嘉慶朝）》副总裁官。曾师从乾隆二十二年（1757年）丁丑科进士何曰佩，为其作《皇清诰授朝议大夫大理寺少卿加二级纪录七次苍水何公墓志铭》（进士梁同书书）。

## 任職履歷
- 刑部主事（乾隆四十年-乾隆？年）；
- 郎中（乾隆？年-乾隆四十八年）；
- 福建興泉永道（乾隆四十八年）；
- 山西按察使（乾隆四十八年-乾隆五十年）；
- 湖南按察使（乾隆五十年）；
- 江蘇按察使（乾隆五十年-乾隆五十二年）；
- 江蘇布政使（乾隆五十一年）；
- 刑部右侍郎（乾隆五十一年-乾隆五十二年）；
- 山東巡撫（乾隆五十二年-乾隆五十五年）；
- 江蘇巡撫（乾隆五十六年）；署两江总督。
- 兩廣總督（乾隆五十八年-嘉慶元年）
- 加太子太保銜（時間不詳）；
- 閩浙總督(署)（乾隆六十年）；会将军魁伦劾总督伍拉纳、巡抚浦霖贪纵，并闽省库藏亏绌事。因被责徇顧私情，被夺职。
- 加副都統銜；
- 庫爾喀拉烏蘇領隊大臣（乾隆？年-嘉慶元年）；
- 喀什噶爾參贊大臣（嘉慶元年-嘉慶五年）；
- 授云贵总督（嘉庆四年）；
- 陝甘總督（嘉慶五年-嘉慶？年）；
- 授兵部尚书（嘉庆八年）；
- 協辦大學士（嘉慶十年-嘉慶十六年）。

## 家庭
- 世祖多罗恪恭贝勒塔察篇古、(追)景祖翼皇帝(覺羅)覺昌安第五子。
- 世祖祜爾哈齊。
- 世祖阿世布。嫡妻戴佳氏（父尼喀達），繼妻阿顏覺羅氏（父扎祜塞）。
- 太高祖穆成格（又穆成额、穆成峩，1596-1646），護軍叅領，授云骑尉（载《钦定八旗通志：正蓝旗满洲世职》卷291）。嫡妻鈕祜祿氏（父莽吉達爾堪）。胞兄雲騎尉葉穆濟，其子一等男瓦爾瑪。胞弟三等輕車都尉噶思哈，三等男郎圖。
- 高祖觉罗豁特（又觉罗霍退，？-1678），顺治三年（1646）袭云骑尉，康熙三年授一等轻车都尉，镶蓝旗蒙古都统，《钦定八旗通志：大臣传四十二》卷176有传。嫡妻虎爾哈氏（父佐領杭哈禮）。胞弟騎都尉又雲騎尉扎蕃，左都御史阿蕃。
- 曾祖觉罗和起（又齡綺），头等侍卫。嫡妻瓜爾佳氏（父常鼐）。
- 祖父觉罗那尔赛，刑部郎中。嫡妻兀扎拉氏（父阿努），繼妻赫舍里氏（父驍騎校綏哈納）。胞弟二等侍衞德楞額。
- 父覺羅嵩阿理（又嵩阿礼、松阿里，1702-1777），頭等侍衛、凉州将军、西安將軍，政绩载《承德府志：名宦》卷34。母郭佳氏（《爱新觉罗宗谱网》记为納喇氏，父正黄旗满洲、武英殿大学士伊尔根觉罗氏阿尔泰 (清朝)）。
- 胞叔覺羅永淸，乾隆十三年（1748）袭雲骑尉。妻富察氏（父正黄旗满洲、佐领翁果圖，胞姊富察氏封乾隆帝之哲憫皇貴妃）。其子乾隆丙戌科進士覺羅祥鼐。
- 姑母覺羅氏，嫁正紅旗滿洲、江苏巡抚、雲貴總督輝和氏明德（清朝），著有《寄闲堂诗集》。
- 胞兄覺羅長琇，都察院左副都御史。嫡妻瓜爾佳氏（護軍叅領博和之女）。
- 胞兄覺羅長慶（1751-1830），安徽宁国府知府。妻巴雅尔氏（父贵州巡抚西成；西成系福康安习清书之师，乾隆五十九年回避）。[2]
  - 子覺羅懷垣。妻于氏（父鑲紅旗漢軍、乾隆庚寅科舉人、江蘇按察使于鰲圖；祖父乾隆甲戌科進士宗瑛，著有《来鶴堂詩鈔》；高祖河道总督于成龍 (旗人)）。孙覺羅恒保，四川川東兵備道，著有《公餘隨錄》四卷。曾孙覺羅成駿，妻額爾德特氏（父四川川東道錫珮，姑母額爾德特氏嫁光緒三年（1877年）丁丑科进士、镶白旗宗室盛昱，祖父恭勤公恆福，曾祖勤襄公璧昌）。
  - 子觉罗怀瀛（又懷英），著有《静轩吟草》。妻颜札氏（父鑲白旗滿洲碩麟，曾祖禮部左侍郎申保；伯祖父彥吉，娶索綽絡氏（父内务府正白旗满洲德隆，胞叔乾隆二年（1737年）丁巳恩科进士德保 (清朝)））。孙觉罗福泉（字子清），道光二十六年（1846）丙午科顺天乡试举人。
- 子覺羅懷新，雲麾使。妻馮佳氏（父内务府镶黄旗汉军、乾隆庚寅科舉人延福，祖父文淵閣大學士文肅公英廉；嫡堂姊馮霽雯，嫁一等忠襄公鈕祜祿氏和珅）。孙儿雲南迤東道覺羅普年；妻鈕祜祿氏（胞兄鑲黃旗滿洲、道光己丑科進士穆通阿）。
- 子觉罗懷寬。妻富察氏（父镶黄旗满洲、一等誠靖侯福長安，祖父一等忠勇公傅恆，祖姑母封乾隆帝之孝賢純皇后）。孙儿覺羅普順，妻那穆都魯氏（父正藍旗滿洲、湖廣總督台湧；胞姊那穆都魯氏分别嫁正藍旗滿洲、咸豐丙辰科進士博爾濟吉特氏錫縝，內務府正白旗滿洲、光緒癸巳恩科舉人輝發那拉氏續廉（父道光辛丑恩科進士麒慶），宗室恩至（父宗室愛仁，祖父鄭恭親王積哈納，曾祖簡恪親王豐訥亨）。
- 子觉罗懷勳，中书。妻輝發那拉氏（父内务府正白旗满洲、湖北按察使福珠隆阿，祖父長蘆鹽政使延豐，祖姑母封道光帝之和妃 (道光帝)；胞姊輝發那拉氏嫁内务府正白旗汉军李春慶，其子光緒三年（1877年）丁丑科进士繼昌 (光緒進士)；从堂兄道光二十一年（1841年）辛丑恩科进士麒慶）。孙覺羅普文，妻那木都魯氏（胞姊那木都魯氏嫁道光十二年（1832年）壬辰恩科进士镶蓝旗宗室常祿，其子同治七年（1868年）戊辰科进士宗室寶廷）。
- 女覺羅氏，嫁镶黄旗满洲、乾隆丙午科举人、四川按察使戴佳氏嵩齡。其子道光十六年恩科进士慧成，孙儿道光三十年庚戌（1850）科二甲进士晉康。
- 女覺羅氏，嫁正黃旗滿洲、道光辛巳恩科舉人棟鄂氏瑞元（父乾隆三十七年（1772）进士鐵保）。

## 延伸阅读
[在维基数据编辑]
 《清史稿·卷343》，出自趙爾巽《清史稿》